# Lubiatowo (stacja kolejowa)
Lubiatowo (ros. Любятово) – stacja kolejowa w miejscowości Psków, w obwodzie pskowskim, w Rosji. Położona jest na linii dawnej Kolei Warszawsko-Petersburskiej.